# Kościół Matki Bożej z Pompei w Marsaxlokk
Sanktuarium Matki Bożej z Pompei (malt. Santwarju tal-Madonna ta' Pompej, ang. Sanctuary of Our Lady of Pompei) – rzymskokatolicki kościół parafialny w Marsaxlokk na Malcie, narodowe sanktuarium maryjne.

## Historia

### Oryginalny kościół
Od 1436 tereny Marsaxlokk wchodziły w skład Żejtun. W tamtym czasie nikt tu nie mieszkał, a to z powodu obawy przed piratami, ale gdy ci przestali już najeżdżać Maltę, kilka rodzin założyło w pobliżu swoje gospodarstwa. W 1650 znajdowała się na tym terenie kaplica zbudowana przez mieszkańców. W 1890 arcybiskup Pietro Pace wydał dekret o budowie nowego kościoła pod wezwaniem Matki Bożej z Pompei, a pierwszy kamień położono 7 grudnia 1890. W czasie dwóch lat budowa kościoła została ukończona. Budynek świątyni był prostokątny, jego architektem był ks. Ġużeppe Diacono, proboszcz w Qala, Gozo.
W tym czasie Marsaxlokk był już sporą wioską rybacką i ośrodkiem letnich wizyt turystycznych, wkrótce więc mieszkańcy złożyli petycję arcybiskupowi Pace, aby kościół i miejscowość stały się odrębną parafią. Ich życzenie zostało spełnione, i 11 stycznia 1897 Marsaxlokk został ogłoszony parafią, a Dun Salv Delia jej pierwszym proboszczem.

### Istniejąca świątynia
W 1910 nowy proboszcz ks. Busuttil przebudował kościół, nadał mu kształt krzyża łacińskiego dobudowując transept i prezbiterium. W latach 1920. kolejny proboszcz, ks. Salv Gatt, przebudował fasadę i nawę główną według planu architekta Ġużeppe Bellia, a także zbudował kopułę, pokrywając koszty jej budowy.

## Architektura
Kościół zbudowany jest na planie krzyża, z kopułą i dwiema wieżami. Jego długość wynosi 118 stóp (36 m), a najszersza część to 87 stóp (26,5 m), podczas gdy nawa główna ma 18 stóp (5,5 m) szerokości.

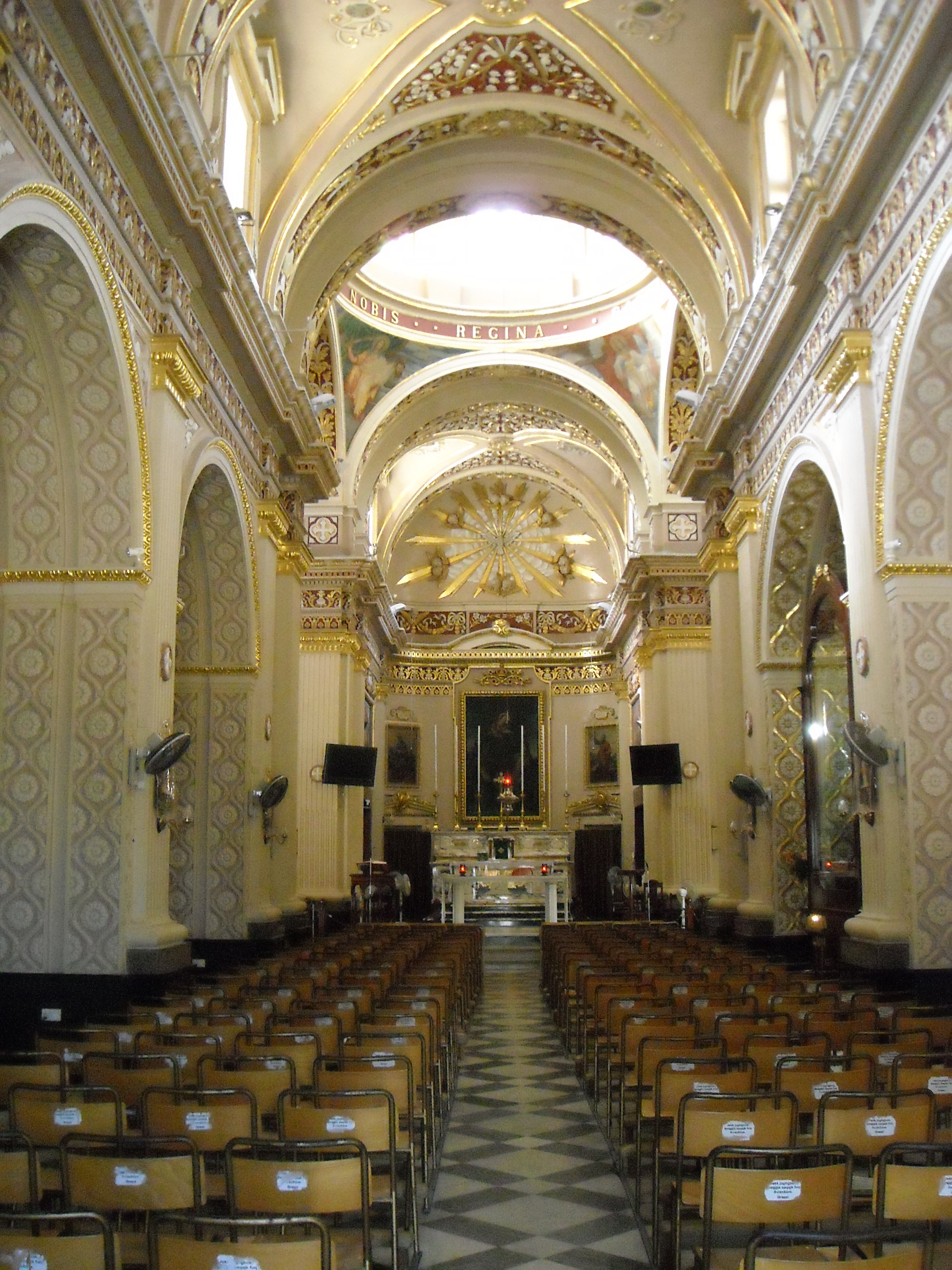
Wnętrze kościoła

Fasada składa się z trzypoziomowych bliźniaczych dzwonnic, pomiędzy którymi znajduje się pseudobarokowe wejście umieszczone w głębokiej łukowej niszy, zajmującej prawie całe środkowe przęsło.

## Wnętrze
W kościele znajduje się dwanaście ołtarzy.
Obraz tytularny namalował Peppinu Testaferrata.
Obrazy i inne dzieła sztuki, które znajdują się w kościele wykonali:
- Giuseppe Bonnici - Święty Andrzej (1893), Święty Józef
- Toussant Busuttil - Sceny z życia Błogosławionej Dziewicy
- Ramiro Bonnici Calì - Święta Małgorzata (1934)
- Raphael Bonnici Calì - Przemienienie Pańskie
- Giuseppe Calì - Święty Dominik (1913), Święty Józef, Święty Wincenty Ferreri, Matka Boża z Góry Karmel, Święty AntoniŚwięty Dominik pędzla Giuseppe Calì

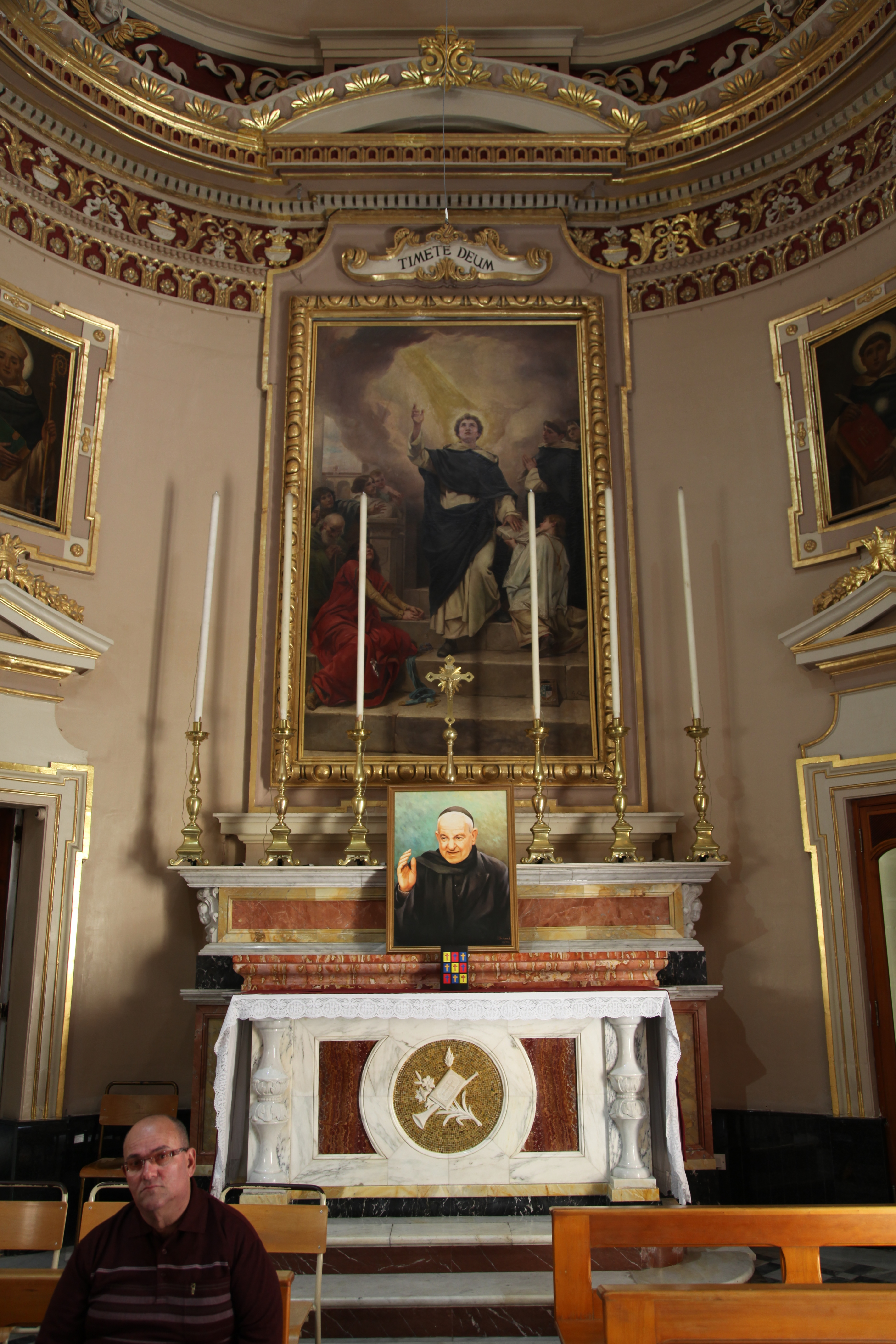
Święty Dominik pędzla Giuseppe Calì

- Giuseppe Caruana - malowidła okalające prezbiterium i transept
- Pietro Paulo Caruana - Święty Paweł
- G. Mifsud - Święta Teresa (1933)
- Lazzaro Pisani - Męczeństwo św. Katarzyny (1932)
- Wistin Camilleri - Męczeństwo św. Katarzyny
- statua Matki Bożej z Różańcowej (przywieziona z Lecce)
- statua św. Rity (przywieziona z Bolzano)

Organy przywiezione z Niemiec po raz pierwszy zabrzmiały w kościele w 1954.

## Święto patronalne
Święto patronalne obchodzone jest z coroczną pielgrzymką narodową w dniu 8 maja

## Ochrona dziedzictwa kulturowego
W dniu 10 marca 1995 obiekt został wpisany przez Malta Environment and Planning Authority na listę zabytków 1. klasy, zaś 23 września 2013 wpisany został na listę National Inventory of the Cultural Property of the Maltese Islands pod numerem 1749.